# Elvin Beqiri
Elvin Beqiri (ur. 27 września 1980 w Szkodrze) – albański piłkarz grający na pozycji obrońcy w klubie Vllaznia Szkodra.

## Kariera piłkarska

### Kariera klubowa
Karierę piłkarską rozpoczął w drużynie Vllaznia Szkodra. Potem występował w klubach Metałurh Donieck, Ałanija Władykaukaz, Maccabi Tel Awiw, Arsenał Kijów, Vllaznia Szkodra. W 2010 przeszedł do azerskiego Xəzər Lenkoran.

### Kariera reprezentacyjna
W reprezentacji Albanii zadebiutował w 2002 roku. Dotychczas w swojej kadrze narodowej rozegrał 47 spotkań.